# حارة الخير الجنوبية (صنعاء)
الخير الجنوبية هي إحدى حارات حي سدس احداق بمدينة الروضة شمال العاصمة اليمنية "صنعاء"، بلغ تعداد سكانها 904 نسمة حسب تعداد اليمن لعام 2004.